# Stratfor
Stratfor é uma plataforma de inteligência geopolítica e editora estadunidense fundada em 1996 em Austin, Texas, por George Friedman, que era o presidente da empresa. Dave Sikora é presidente e diretor executivo. Fred Burton é o chefe de segurança da Stratfor.
Outros executivos incluem o vice-presidente de análise global, Reva Goujon; o vice-presidente de Análise Estratégica, Rodger Baker; o ex-oficial de comando das operações especiais dos Estados Unidos, agora vice-presidente de serviços de inteligência personalizados, Bret Boyd; e o editor-chefe, David Judson.